# 中松真卿

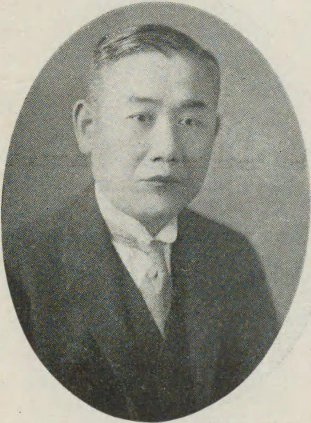
中松真卿

中松 真卿（なかまつ しんけい、1883年（明治16年）10月26日 – 1952年（昭和27年）10月4日）は、日本の商工官僚、特許局長官。日本製鉄株式会社社長。

## 経歴
和歌山県西牟婁郡田辺町（現在の田辺市）出身。1908年（明治41年）に東京帝国大学法科大学政治学科を卒業。農商務属、特許局審査官補となり、高等文官試験に合格した。特許局審査官・事務官、農商務書記官、同参事官、簡易保険局書記官・商工書記官、特許局総務部長・意匠商標部長、保険事務官、商工省保険部長などを歴任。1929年（昭和4年）、商工省鉱山局長となり、翌年には特許局長官に就任した。
1936年（昭和11年）に退官した後は、日本製鉄株式会社常務取締役となり、ついで代表取締役社長に就任した。
その後は東洋鋼鈑株式会社会長、中央ゴム工業株式会社社長などを務めた。
戦後、日本製鉄社長のため公職追放となった。